# La Chapelle-de-Bragny
La Chapelle-de-Bragny é uma comuna francesa na região administrativa de Borgonha-Franco-Condado, no departamento Saône-et-Loire. Estende-se por uma área de 15,62 km². Em 2010 a comuna tinha 245 habitantes (densidade: 15,7 hab./km²).